# Geocronologia monazita
A geocronologia monazita é uma técnica de datação para estudar a história geológica usando o mineral monazita. É uma ferramenta poderosa no estudo da história complexa das rochas metamórficas, particularmente, bem como das rochas ígneas, sedimentares e hidrotérmicas. A datação usa os processos radioativos em monazita como um relógio.
A singularidade da geocronologia de monazita vem da alta resistência térmica da monazita, que permite que as informações sobre a idade sejam retidas durante a história geológica. A vantagem da geocronologia de monazita é a capacidade de relacionar composições de monazita com processos geológicos. Encontrar as idades das zonas de composição pode significar encontrar as idades dos processos geológicos.

## Decaimento de U e Th para Pb
A monazita é um mineral fosfato de elemento de terras raras, com a fórmula química, por exemplo (Ce, La, Nd, Th, Y) PO4. Aparece em pequena quantidade como um mineral acessório em muitas rochas ígneas, metamórficas e sedimentares.
Os processos de decaimento podem ser simplificados como as seguintes equações, que omitem todos os isótopos filha intermediários.
{\displaystyle ^{238}U\rightarrow ^{206}Pb+8\alpha +6\beta ^{-}+Energia\quad \lambda _{238}=1.55125{e}^{-10}anos^{-1}\quad t_{1/2}=9842anos}
{\displaystyle ^{235}U\rightarrow ^{207}Pb+7\alpha +4\beta ^{-}+Energia\quad \lambda _{235}=9.8485{e}^{-10}anos^{-1}\quad t_{1/2}=1550anos}
{\displaystyle ^{232}Th\rightarrow ^{208}Pb+6\alpha +4\beta ^{-}+Energia\quad \lambda _{232}=4.9475{e}^{-10}anos^{-1}\quad t_{1/2}=3086anos}
onde α representa partícula alfa, β−representa partícula beta, λ representa decadência constante e t½representa meia-vida.